# Charge (Ancien Régime)
Inhaber einer Charge war im Ancien Régime eine mit einem höfischen Amt betraute Person, deren Dienst einzuordnen war zwischen dem eines officiers (traditioneller Amtsträger) und dem eines commissaires (absetzbarer Amtsträger).
Konnten officiers ihre Ämter weitgehend uneingeschränkt verkaufen oder vererben, bedurfte dieses bei einer Charge dem agrément du roi, des Königs Festlegung oder Billigung eines Käufers beziehungsweise eines Erben. Auch war der Preis der Stelle nicht verhandelbar – der König legte ihn fest durch ein als brevet der retenue bezeichnetes Dokument. Dieses war, anders als die Charge selbst, des Inhabers Besitz und musste ihm vom Nachfolger abgekauft werden. Das brevet de retenue diente vor allem als Sicherheit für zum Kauf einer Charge nötige Kredite. Wollte der Inhaber einer Charge sicher gehen, dass ein Nachkomme wirklich die eigene Stelle erhält, konnte er ihm noch zu Lebzeiten zu einer survivance (Anwartschaft) verhelfen, die ihm das Recht auf eine Nachfolge im Amt gab. Der Amtsanwärter war dann survivancier, der Inhaber noch bis zu seinem Tod titulaire. Mit der Einrichtung der survivance kam es zu einem Interessengegensatz zwischen Familien, die sich bei Hofe festsetzen wollten, und dem König mit dem Wunsch der freien Wahl. So entsprachen die Könige den Anfragen nur ungern, lediglich der Regent Philippe II. de Bourbon nutzte die Verfahrensweise, um Unterstützer zu gewinnen.
Von 1661 bis 1789 gelangten 687 Personen an eine wichtige Hofcharge, wobei die Vorstellung von einer Behörde oder Institution hier abwegig ist. Unter den Chargen gab es keine offizielle Rangordnung, mithin überschnitten sich die Bereiche ihrer Tätigkeiten. Daraus entstandene Auseinandersetzungen löste als einziger Entscheider der König unter Heranziehung eines schwer fassbaren Brauchs (usage). Was sie zu tun hatten, erfuhren die hohen Hofchargen jeden Tag direkt vom König. Sie bezogen ein gages oder appointements genanntes Gehalt. Bei wichtigen Hofchargen wie jenen der vier premiers gentilhommes de la chambre (Oberkammerherrn) mussten für das brevet de retenue 500.000 livres gezahlt werden – der über die gages hinausgehende Nutzen wog dies offenbar auf. So lag zum Beispiel das Budget des für die menus plaisirs zuständigen Oberkammerherrn am Hof an vierter Stelle und bot allerlei Möglichkeiten zu Protektion von Personen. Unter den Hofchargen hatte die des  grand écuyer (Chef der königlichen Stallungen) mit einem brevet de retenue für eine Million livres den höchsten Preis.
Eine Charge brachte nicht nur Prestige: Das droit de committimus war ein juristisches Privileg, das Hofchargen dazu berechtigte, Prozesse sogleich bei einer hohen Instanz in Paris zu führen und sie vor parteilichen Richtern in der Provinz bewahrte. Ihr Kontakt zum König ermöglichte den Hofchargen, gegen Geld Bittschriften von Außenstehenden an den König zu überbringen. Insgesamt lag der Hauptvorteil einer Hofcharge darin, im Zentrum der Entscheidungen Wurzeln schlagen zu können, um auf die beste Position für irgendeinen Sacherwerb zu kommen – nicht alleine für sich, sondern vorrangig für die Familie, den angestrebten Hofclan.